# 蔓乌头
蔓乌头（学名：Aconitum volubile），为毛茛科乌头属下的一个植物种。